# Carlo Vigarani
Carlo Vigarani (1637, Modena – 1713) byl italský scénograf a vynálezce divadelních strojů v období baroka.

## Život
Pracoval na dvoře Ludvíka XIV. jako ingénieur du roi (králův inženýr) a pak jako intendant des plaisirs du roi (správce králových potěšení) až do roku 1690.
Vigarani je nejznámější díky designu, který navrhl pro Salle des Machines v paláci Palais des Tuileries (česky Tuilerijský palác) v Paříži.
Je také známý díky spolupráci s Molièrem (Monsieur de Pourceaugnac, 1669) a Jean-Baptistem Lullym (vytvořil scénu s použitím divadelních strojů) na jeho nejdražší opeře Isis (ta stála 151 780 livrů 60 sous, z toho na scénickou výpravu padlo 46 265 livrů, což bylo více, než u Lullyho předchozí opery Atys), financovanou královským dvorem.
Carlo Vigarani pracoval také pro řád Theatinů; vytvořil dekorace pro jejich kostel v Paříži.